# PalaKrò
Il PalaKrò è il primo palazzetto dello sport della città di Crotone. Sorge in via Gioacchino da Fiore, in prossimità del quartiere Fondo Farina.

## Storia
È stato inaugurato alla fine del 1998 e rappresenta tutt'oggi uno dei principali palazzetti sportivi della città calabrese.
Attualmente il PalaKrò viene utilizzato soprattutto per valorizzare i giovani crotonesi, dal momento che è la principale sede delle manifestazioni sportive organizzate dalle scuole di tutta la provincia di Crotone.

## Curiosità
- Il nome richiama la sigla KR che identifica, per l'appunto, la provincia di Crotone.